# 香鼬
香鼬（学名：Mustela altaica）是一種生活在亞洲山區的鼬鼠，分佈在哈薩克斯坦、西藏、拉達克及喜瑪拉雅山至蒙古、中國東北、西伯利亞南部及韓國。
雄性香鼬體長22-29厘米，尾巴長11-15厘米，重217-350克。雌鼠體長22-25厘米，尾巴長9-12厘米，重122-220克。
香鼬在春天及秋天會換毛。冬天背部的毛皮呈深黃色至赤褐色，腹部及喉嚨呈淡黃色至奶白色。吻與耳朵間一般都呈深灰褐色。尾巴較背部更為紅色。夏天毛皮呈灰色至灰褐色，一些則呈淺黃色。牠們的嘴唇是白色的，下巴呈灰褐色至白色。

## 保护
本种于2023年被收录入《有重要生态、科学、社会价值的陆生野生动物名录》。